# Dolors Monserdà

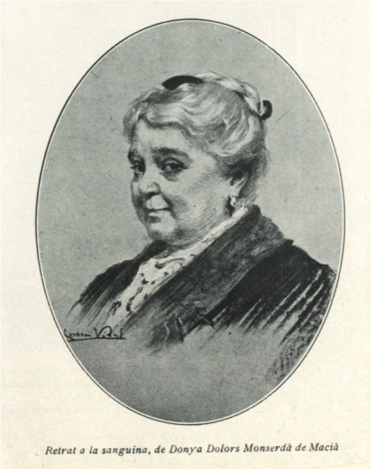
Dolors Monserdà i Vidal, Rötelzeichnung von Lluisa Vidal, 1914

Dolors Monserdà i Vidal (* 10. Juli 1845 in Barcelona; † 31. März 1919 ebenda) war eine spanische Schriftstellerin, Dichterin, Dramatikerin, Essayistin und Kolumnistin. Sie war die erste Frau, die 1909 den Vorsitz bei den Jocs Florals de Barcelona führte. Sie zeichnete sich durch ihr Engagement für die Verteidigung der Rechte der Frauen aus. Zusammen mit María Josefa Massanés und Carme Karr gilt sie als eine der ersten katalanischen Feministinnen. Sie akzeptierte die Bezeichnung „Feministin“, lehnte aber die säkularen Grundlagen des internationalen Feminismus ab und vertrat einen katholischen und nationalistischen Reformismus mit konservativen Anklängen. Sie unterzeichnete gewöhnlich mit ihrem Namen Dolors Monserdà de Macià.

## Leben
Monserdà wurde in Barcelona als Tochter von Beatriz Vidal und José Monserdà, einem Buchbinder, geboren, wodurch sie Zugang zu einer Ausbildung bekam, die für Frauen ihrer Zeit ungewöhnlich war. Ihr Bruder war der Maler Enric Monserdà i Vidal (1850–1926).
Dolors wurde im Alter von drei Jahren eingeschult und konnte ihre Bildung durch die Gespräche im Hinterzimmer ihres Vaters ergänzen, an denen auch Personen teilnahmen, die mit der Aufklärung und der fortschrittlichen Bewegung jener Zeit verbunden waren, wie Josep Anselm Clavé i Camps, Manuel Milà i Fontanals, Frederic Soler, Narcís Monturiol, Antoni de Bofarull und Víctor Balaguer.
Monserdá fühlte sich Clavés Engagement für die Arbeiterklasse besonders verbunden. Er prägte ihren Ansatz für soziales Handeln, auch sie war von der Kunst als Mittel zur sozialen Verbesserung überzeugt. Clavé war es, der ihr die Möglichkeit gab, ihre ersten Verse in der von ihm herausgegebenen Zeitschrift Eco de Euterpe im Jahr 1862 zu veröffentlichen.
Im selben Jahr 1862 starb ihr Vater, und ihre Mutter ernährte die Familie, indem sie als Näherin arbeitete.
Im Jahr 1865 heiratete sie den Juwelier Eusebi Macià Pujol. Sie hatten vier Kinder: Eusebi (1866), der im Alter von neun Monaten starb, Angelina (1867), die 1892 den Rechtsanwalt Antoni M. Borrell heiratete, Dolors (1869), die 1892 den modernistischen Architekten Josep Puig i Cadafalch heiratete, und Encarnación (1872), die im Alter von fünf Jahren starb. Macià Pujol starb 1904.

### Autorin
Ihr dichterisches Schaffen begann 1870, als sie bei einer Besteigung des Montserrat in das Buch des Klosters Montserrat das Gedicht A Maria Verge de Montserrat schrieb. Von diesem Moment an widmete sie sich der Poesie, in der sie sich nicht nur bei den Jocs Florals de Barcelona, sondern auch bei anderen internationalen Poesiewettbewerben auszeichnete. Trotz des Widerstands ihres Mannes blieb sie ihrer literarischen Berufung auch treu.
Anfangs war auch das Theater eine ihrer literarischen Neigungen. Sie brachte Sembrad y cogeréis (1874) und Teresa o un jorn de prova (1876) am Romea-Theater zur Uraufführung, beschloss aber, dieses Genre aufzugeben und nahm es erst 1913 mit Amor mana wieder auf, einem Stück, das nie aufgeführt wurde und erst 1930 im selben Band wie der Roman La Quitèria veröffentlicht wurde.
Bis 1875 schrieb sie auf Spanisch, danach auf Katalanisch. Dabei mutierte auch das „c“ ihres ursprünglichen Nachnamens (Moncerd) zum „s“, mit dem sie bekannt geblieben ist.
Sie schrieb Essays, Romane und Gedichte. Einige ihrer Werke, vor allem ihre Gedichte, wurden in andere Sprachen übersetzt, darunter ins Deutsche, Bulgarische und Schwedische. Sie nahm an 37 Wettbewerben der Jocs Florals teil, bei denen sie 1878, 1882 und 1891 Preise erhielt. Im Jahr 1909/10 war sie die erste Frau, die den Vorsitz bei den Jocs Florals übernahm.
Ihr erster Roman war La Montserrat (1893). Den Höhepunkt ihres Schaffens erreichte sie mit La fabricanta (1904), einem Roman in fünfzehn Kapiteln, der den sozialen Aufstieg der Hauptfigur Antoinette dank ihrer Intelligenz und ihres Einsatzes verfolgt. Ihr Aufstieg führt sie von ihrer Wohnung in Ciutat Vella in den Stadtteil Eixample, wo sich die damalige Bourgeoisie Barcelonas niederließ. Im Laufe des Romans schildert Monserdà die Sitten der städtischen Gesellschaft ihrer Zeit und beleuchtet die Situation der Frauen und ihren Kampf um Fortschritt.
Sie arbeitete auch als Journalistin, zunächst als Redakteurin der Beilage Modes i Labors des Diari Català und später für La Renaixença, wo sie unter anderem Artikel wie "La veritat sobre l'Exposició Universal", "Les senyores i el lliurecanvi" (1888), "Les víctimes del treball" (1882) und "Lo restabliment del divorci a França" (1884) schrieb. Weitere Beiträge verfasste sie für La veu de Catalunya sowie die Zeitschriften Ofrena, La Gramalla, Or i Grana und Feminal.
Eine ihrer einflussreichsten Freundinnen war die feministische Schriftstellerin Maria Josepa Massanés i Dalmau, über deren Leben sie 1915 eine Biografie veröffentlichte.

### Sozialaktivistin
Monserdà hatte die Gelegenheit, sich mit den Forderungen der Suffragetten in England, Frankreich und den Vereinigten Staaten vertraut zu machen. Sie war sich auch des Einflusses bewusst, den ihre Schriften auf die bürgerlichen Frauen ihrer Zeit haben konnten, weshalb ihre Romane in einem bekannten Milieu spielten und Verhaltensmodelle zeigten, auf die man sich berufen konnte. Nach dem Tod ihres Mannes begann sie, in ihren Essays und in ihrer Prosa problematischere Themen aufzugreifen, wie z. B. die Frauenbildung, die koloniale Sklaverei, die Arbeitsbedingungen des Proletariats, die moralische Degeneration des katalanischen Bürgertums und die Wirtschaftskrise, die das Bürgertum um sie herum betraf.
1910 gründete sie das Hilfswerk "Obreres de l'Agulla", um die Lebensbedingungen der Näherinnen zu verbessern, die zu jener Zeit zu den am stärksten benachteiligten Berufsgruppen gehörten, und bot eine Reihe von Dienstleistungen an, wie z. B. eine Jobbörse, kostenlose medizinische Versorgung oder Garn und Kleidung zu Fabrikpreisen. Das Hilfswerk beschäftigte die Näherinnen, fungierte als Genossenschaft für Nähmaterial und bot den Mädchen eine Ausbildung im Schnittmusterschneiden und Schneidern an. Darüber hinaus bot die Einrichtung eines "Sekretariats" die notwendige Unterstützung bei jeder Art von Verwaltungsprozessen an. Das Hilfswerk wurde von Bischof Joan Josep Laguarda i Fenollera und dem Pater José Ildefonso Gatell unterstützt und befand sich im Haus der Franziskanerinnen in der Carrer de Montcada in Barcelona.
Ergänzt wurde diese Arbeit durch die Liga de compradores, deren Aufgabe es war, Frauen dafür zu sensibilisieren, nicht in Geschäften einzukaufen, die mit Produkten aus Ausbeutung handelten (unter anderem durch die Veröffentlichung von „weißen Listen“). Monserdà erläuterte dies in Vorträgen und später in ihrem Roman Maria Gloria (1917).
Im Jahr 2016 veröffentlichte sie den Sammelband Tasques socials. Recull d'articles, notes rurals i conferencies („Soziale Aufgaben“), derveinige ihrer repräsentativsten Vorträge und Artikel enthielt.

### Feministin
Zusammen mit Carme Karr und Maria Josefa Massanés war sie prägend für den katalanischen Feminismus.
1907, im Alter von 62 Jahren, veröffentlichte sie El feminisme a Catalunya, in dem sie den Feminismus mit religiöser Praxis und gutem demokratischen Wissen in Verbindung brachte: „Der Feminismus, um den es geht, ist die Frucht der Demokratie (soziale Ordnung) und des Christentums (moralische Ordnung).“ Ihre Positionen wurden von Mosén Josep Matas unterstützt, der in seinem Artikel Notes sobre feminisme, der in der Zeitschrift Feminal (Ausgabe 16 vom 26. Juli 1908) veröffentlicht wurde, die verschiedenen Strömungen des Feminismus analysierte. Zwei Jahre später, 1909, veröffentlichte sie Estudi feminista. Orientacions per a la dona catalana, in dem sie den Begriff Feministin übernimmt, jedoch die säkularen Grundlagen des internationalen Feminismus ablehnt und für einen katholischen und nationalistischen Reformismus mit konservativen Untertönen eintritt, der sich schließlich in Katalonien durchsetzen sollte. Im gleichen Jahr 1909 entstanden Artikel zur Beteiligung von Frauen an den Unruhen der Semana Trágica Catalana.
Zu diesem „konservativen Feminismus“ schreibt Maria Aurèlia Capmany in ihrem Buch über El Feminisme a Catalunya, dass er auf der einen Seite den Schutz von Frauen gegen Übergriffe durch Männer unabhängig von der sozialen Schicht sowie Bildung und Berufsmöglichkeiten forderte, auf der anderen Seite aber die klassische gesellschaftliche Rolle der apolitischen Mutter, die religiös, bescheiden und sparsam ist, propagierte.
Die spanische Frauenhistorikerin María Eugenia Fernández Fraile formuliert es so: „Die nationalistische Sache veranlasste viele bürgerliche katalanische Frauen, wie die bereits erwähnten Dolors Monserdà und Francesca Bonnemaison, die Bedeutung der Frauen für die Sozialisierung künftiger Generationen in der katalanischen Kultur und Tradition zu betonen und den Zugang zu einer hinreichend vollständigen akademischen Ausbildung zu fordern, um diese Sozialisierung durchzuführen; sie akzeptierten jedoch, dass nur Männer für die Verwaltung des Vermögens und das politische Leben zuständig waren.“
Und Carles Lindín formuliert in ihrer Arbeit Dolors Monserdà i el feminisme: „Monserdà vertrat die Ansicht, dass die neuen Strömungen bei der Durchsetzung der Rechte der Frauen in der Welt zu einer Gefahr für das soziale System werden würden. Es war daher notwendig, die Situation der Frauen zu verbessern, aber mit einem weltlichen Apell, der mit guten Absichten die Frauen aus den schlimmsten und unrechtmäßigsten Situationen befreien sollte. Immer ohne die bestehende Ordnung zu verändern und ohne die wahre weibliche Funktion der Frau und Mutter zu vergessen.“

## Nachleben

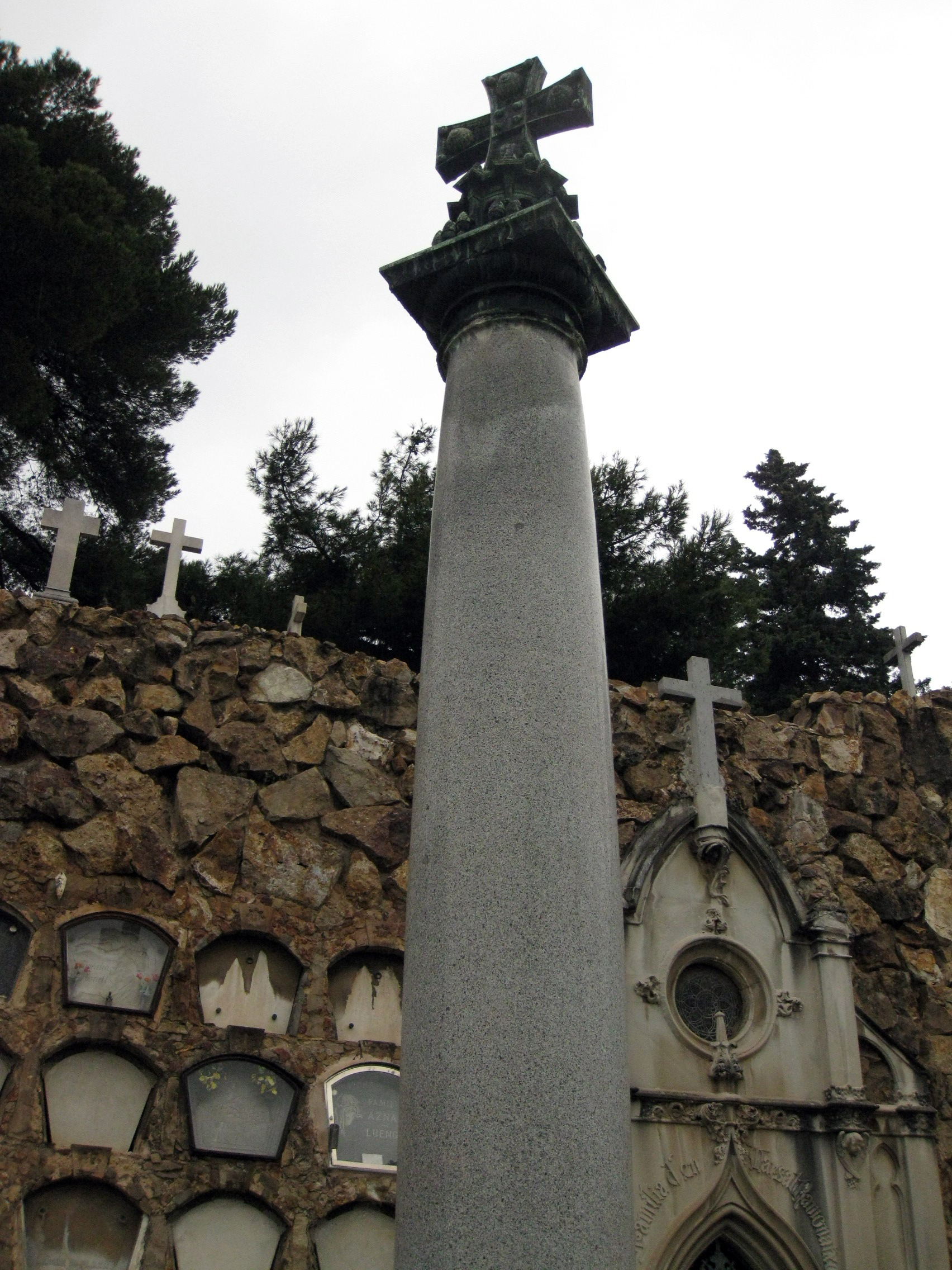
Grabmal auf dem Cementiri de Montjuïc, Barcelona, 2012

Monserdà starb am 1. April 1919 im Alter von 73 Jahren auf dem Höhepunkt des Arbeiterkonflikts. In Barcelona hatte ein Generalstreik begonnen, der am 14. April endete. Sie ist auf dem Cementiri de Montjuïc in Barcelona begraben.
Im Stadtteil Sarriá in Barcelona ist Carrer de Dolors Monserdà nach ihr benannt, ebenso die städtische Grundschule Escola Monserdà-Santapau und seit 1995 ein Park in Sabadell. In Banyoles ist die Pasaje de Dolors Monserdà de Macià nach ihr benannt.

## Werke (Auswahl)
Eine vollständige Bibliographie findet sich in der Veröffentlichung des PEN Catalana anlässlich des 100. Todestages 2019. Sie schrieb meistens auf Katalanisch.
Dichtung
- Poesies Catalanes. La Renaixensa, Barcelona 1888 (wikimedia.org [abgerufen am 6. Oktober 2021]).
- Poesies, Lectura popular, 183. Ilustració Catalana, Barcelona 1911

Gedichte präsentiert bei den Jocs Florals
- Qui ets? (1916, 1917)
- He fet bé! (Propòsits d'enamorats), (1916, 1917)
- Adéu a la poesia, (1916, 1919)
- Flors de Nazareth, (1916, 1917, 1919)
- Rondalles i Cançons, (1916, 1919, 1920, 1924)
- El verb de la Patria, (1917)
- La nostra Universitat, (1917, 1919)
- A la poesia, (1917, 1920)
- Del meu dietari d'Anyorançes, (1919)

Romane
- La Montserrat: novela de costums del nostre temps. La Renaixensa, Barcelona 1893 (google.de).
- La familia Asparó. Novela de costums del nostre temps. La Renaixensa, Barcelona 1900 (wikimedia.org [abgerufen am 6. Oktober 2021]).
- La fabricanta. Novela de costums barcelonins (1860–1875). Llibrería de Francesc Puig, Barcelona 1904 (wikimedia.org [abgerufen am 6. Oktober 2021]).
- La Quitèria. Ilustració Catalana, Barcelona 1906 (wikimedia.org [abgerufen am 6. Oktober 2021]).
- Del món, Biblioteca Popular de l'Avenç, Barcelona 1908
- No sempre la culpa es d'ella. Novela original, Rafols, Barcelona 1917
- Maria Gloria. Novela de costums barcelonins , Llibreria Parera, Barcelona 1917
- Buscant una anima. Novela de costums barcelonins, Edit. Políglota, Barcelona 1920 (posthum veröffentlicht)

Theaterstücke
- Sembrad y cogeréis, 1874
- Teresa o un jorn de prova, 1876
- Amor mana, 1913

Sachtexte
- El feminisme a Catalunya. Llibrería de Francesc Puig, Barcelona 1907 (web.archive.org [abgerufen am 6. Oktober 2021]).
- Estudi feminista. Orientacions per a la dona catalana, Lluís Gili, Barcelona 1909
- Biografía de Na Josepa Massanés i Dalmau, Ajuntament Constitucional de Barcelona, 1915
- Tasques socials Recull d'articles, notes rurals i conferencies. Amb una cata próleg del Pare Ognasi Casanaovas, Miquel Parera, Barcelona 1916